# HD 212643
HD 212643，又名CD-2417171，SAO 191144、HR 8542，是一颗恒星，视星等为6.29，位于銀經30.71，銀緯-57.13，其B1900.0坐标为赤經22h 20m 38.9s，赤緯-24° -57.13′ 26″。